# جبل القوم
جبل القوم أو جبل قوم أو جبل قم هو مرتفع جبلي يقع غرب العوامية، بمحافظة القطيف، من المنطقة الشرقية للمملكة العربية السعودية. يُعد جبل قوم موقعاً أثرياً مسُجلاً لدى الهيئة العامة للسياحة والآثار في المنطقة الشرقية.

## جيولوجيا الجبل
يمتاز سطح بلدة العوامية التي يقع فيها جبل القوم باستوائه وانحداره النسبي باتجاه البحر، مع وجود سلسلة من التلال الرملية جهة الغرب. يندرج جبل القوم ضمن الهضاب الصغيرة ذات الصخور الرسوبية المتواجدة في تلك المنطقة مع جبل جبيلات.

## التاريخ والأحداث
احتمى أهالي العوامية بجبل القوم عند هجمات البدو، وغيرها من جبال كأمثال المحيطة بسوق الجبلة وسوق السكة وسوق الحرية.

### وقعة الجبل
سنة 1330هـ، استدرجت إحدى القبائل البدوية أهالي العوامية إلى خارج البلدة وخارج بساتينها، في جبل قوم. ولأن البداة كانوا متمرسين مع البيئة الصحراوية، أصبح بعض المحاربين من أهالي العوامية مكشوفا للرماة وهو الذي تعرض للإصابات أكثر من سواه. أما البعض الآخر فقد اختبأ وراء الصخور في جهة أخرى، كما فعل البداة، وشكل جبهة أخرى ضدهم فأحدث بين صفوف البداة خسائر. وآخرون من أهالي العوامية ظلوا يقاتلون محتمين بالنخيل. اختلفت المصادر التاريخية في تحديد عدد القتلى، فإحداها تقول إن العوامية فقدت 21 قتيلاً، وروايات أخرى ترفع العدد حتى يبلغ عند أحدهم 70 قتيلاً، ومثلهم من البداة. وقد أحصى أحد المهتمين المعاصرين 22 اسماً من قتلى العوامية.

### تأسيس المملكة العربية السعودية
شهد جبل قوم أول لقاء بين الملك عبد العزيز بن عبد الرحمن آل سعود وأهالي القطيف بعد توحيد المملكة. وأقام الأهالي مأدبة غداء له في هذا المكان الذي جمع عددا من وجهاء وأهالي المحافظة مع الملك وتم خلال اللقاء وضع الكثير من المرتكزات للقطيف..

## أعمال التكسير
- في سبتمبر، 2014م: اعتدى مقاول إحدى الشركات على جبل القوم وأزالت الكسارات ما يُقارب 75% من جبل القوم. بعد الحادثة، باشر مندوب من هيئة السياحة والآثار لرصد ما تم تدميره من قبل الشركة التي تعمل بالموقع، ,ورفع القضية إلى وزارة السياحة والآثار. والتحقيق مع الشركة التي تعمل بالتكسير في الموقع. طالت أعمال التخريب والتكسير عدداً من المواقع الأثرية في القطيف، مثل عين الكعيبة، وقلعة دارين. والجبل تم تخريبه بشكل شبه كامل من خلال قطع أجزاء كبيرة من أحجاره ما يهدد باندثار المكون الرئيس للموقع الأثري.[2]
- في 1380هـ: استعملت حجارة جبل القوم بالإضافة إلى المناطق البرية من مدفن جاوان في تشييد الجسر الواصل بين القطيف وجزيرتي تاروت ودارين.[5]